# 阿瑟·波里特
阿瑟·波里特（英語：Arthur Porritt，1900年8月10日—1994年1月1日），新西兰医师、军人、政治人物、男子田径运动员，主攻短跑。他曾代表新西兰参加1924年夏季奥林匹克运动会田径比赛，获得男子100米铜牌。1967-1972年间任新西兰总督。